# Kollerød
Kollerød is een plaats in de Deense regio Hovedstaden, gemeente Allerød, en telt minder dan 200 inwoners.